# Церковь Воскресения Христова (Сусанино)
Церковь Воскресения Христова — православный храм в селе Сусанино (бывшее Молвитино) Костромской области, построенный в 1690 году . Церковь получила известность благодаря художнику Алексею Саврасову. На своей картине «Грачи прилетели» он изобразил именно Воскресенскую церковь.

## История

### Предыстория
Село Молвитино было впервые упомянуто в 1587 году. В селе находилось несколько деревянных храмов. В письменных источниках, датированных 1619 годом, говорится о трёх храмах, стоявших на месте нынешней Воскресенской церкви:
храм во имя архангела Михаила один престол вверх шатром, да храм Николая Чудотворца клетчатой, а в нём два придела святых мучеников Хрисанфа и Дарии , да святой мученицы Ефимии прехвальныя, да храм царя Костентина одинъ престол, да в приделе престол великомученицы Екатерины

### Строительство
Последнее упоминание о деревянных храмах села относится к 1678 году. Предположительно, вскоре они были снесены и на их месте началось возведение каменного храма. Строительство храма было закончено в 1690 году. Инициатором постройки каменного храма был владелец села Молвитино П. М. Салтыков.
Церковь имела три престола: главный — в честь Воскресения Христова; правый — во имя Архистратига Михаила; левый во имя святителя Николая Мирликийского и святителя Тихона Амафунтского.

### Храм в XVIII—XIX веке
В 1725 году в храме был устроен иконостас, иконы для которого были написаны группой иконописцев из Кинешмы. В 1838 году были расписаны четверик и алтарь холодной церкви.
Церковь дважды значительно перестраивалась. Примерно в середине или во второй половине XVIII века храм был перестроен в стиле барокко. Было заменено перекрытие, установлено новое пятиглавие, расширены окна. В середине XIX века из-за роста населения села Молвитино появилась необходимость расширить храм. В 1855-1857 годах вместо старой трапезной была построена новая, значительно большая по площади. Окна четверика были растёсаны, а их наличники полностью изменены. Тогда же шатёр колокольни был обит жестью.

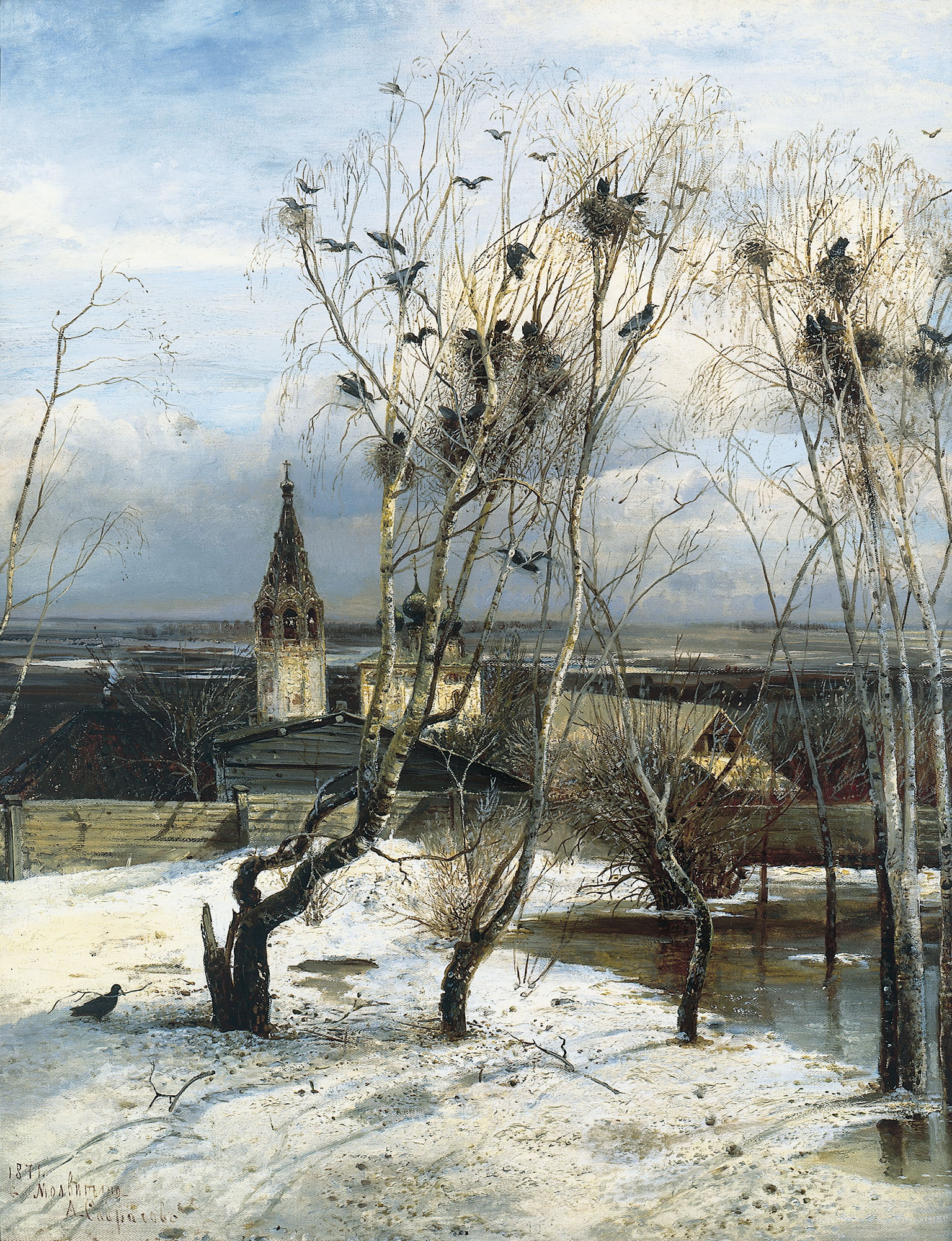
Картина Алексея Саврасова
«Грачи прилетели»

В том же XIX веке церковь была обнесена кирпичной оградой с башнями, а к юго-западу от неё выстроена кирпичная сторожка. В 1881 году были расписаны стены и свод трапезной.
Весной 1871 года в село Молвитино приехал художник Алексей Саврасов. Там он начал писать свою знаменитую картину «Грачи прилетели» (в левом нижнем углу картины он оставил надпись «1871. Молвитино. А. Саврасов»). Считается, что на картине Саврасов изобразил именно Воскресенскую церковь. Однако есть и другие мнения на этот счёт.

### XX век и современность
В 1922 году из храма были изъяты церковные ценности. В середине 1930-х с колокольни были сняты колокола, а летом 1938 года храм закрыли. В здании церкви было устроено зернохранилище. В 1939 году село Молвитино переименовали в Сусанино в память о подвиге Ивана Сусанина.
В 1970-х годах архитектор А. П. Чернов разработал проект реставрации церкви. Работы начались в 1977 году и завершились к 1988 году. В здании церкви разместили экспозицию районного музея, посвящённую подвигу Ивана Сусанина (позже стал филиалом Костромского музея-заповедника).
В январе 2023 года музей покинул здание и храм был возвращён Русской православной церкви. В нём возобновили богослужения, начали восстановление силами прихожан.

## Архитектура
Композиция храма типична для русской церковной архитектуры. К четверику храма (основному объёму) с востока примыкает массивная апсида, а с запада — трапезная с колокольней.
Четверик храма венчает пятиглавие. На его фасаде расположены прямоугольные окна с наличниками. Окна трапезной сдвоены и обрамлены наличниками с килевидным завершением.
Восьмигранная колокольня опирается на прямоугольное основание, которое служит входом в церковь. На шатре колокольни находятся три ряда слуховых окон, украшенных декоративными кокошниками.

## Галерея

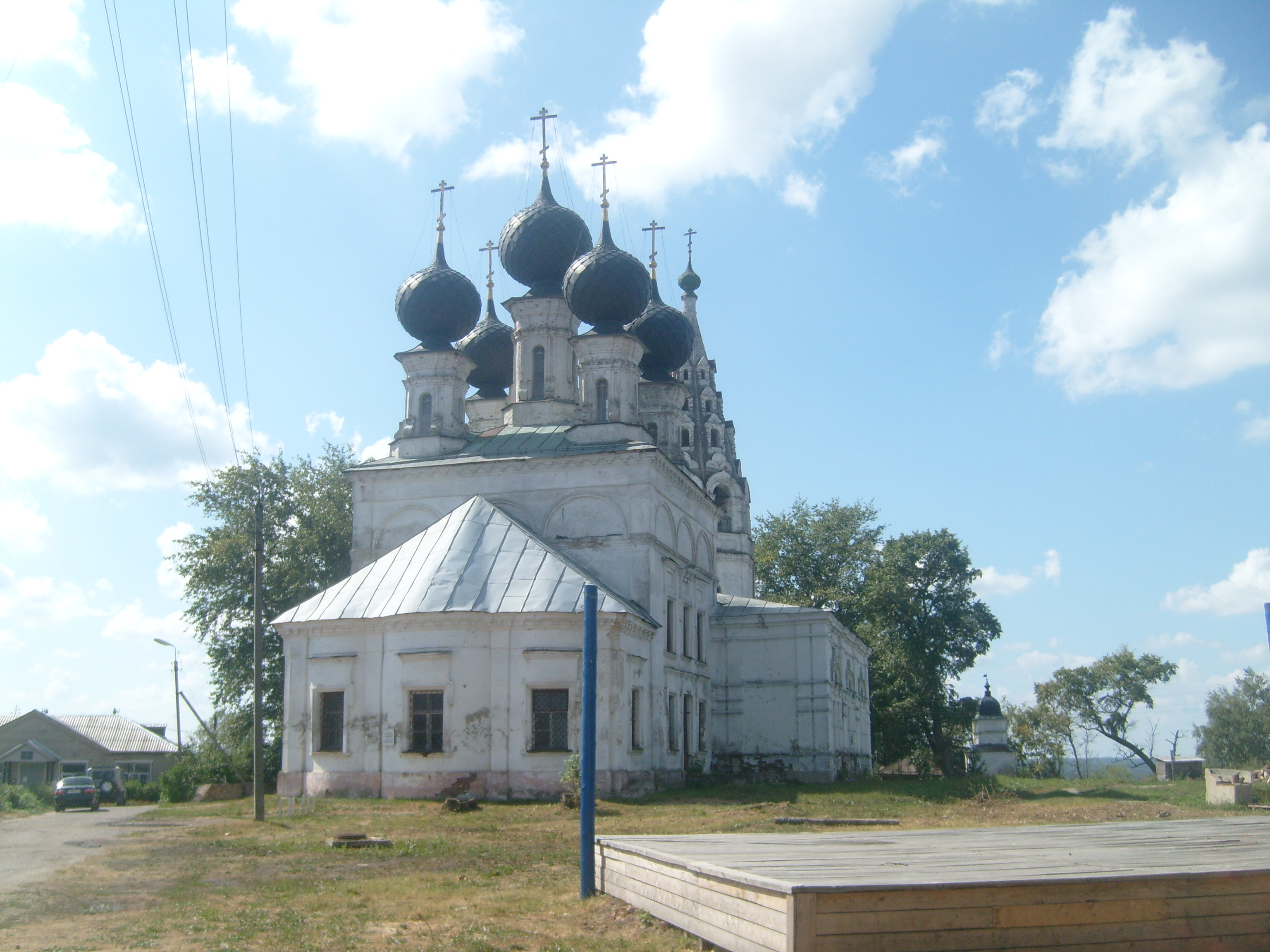
Церковь Воскресения в посёлке Сусанино
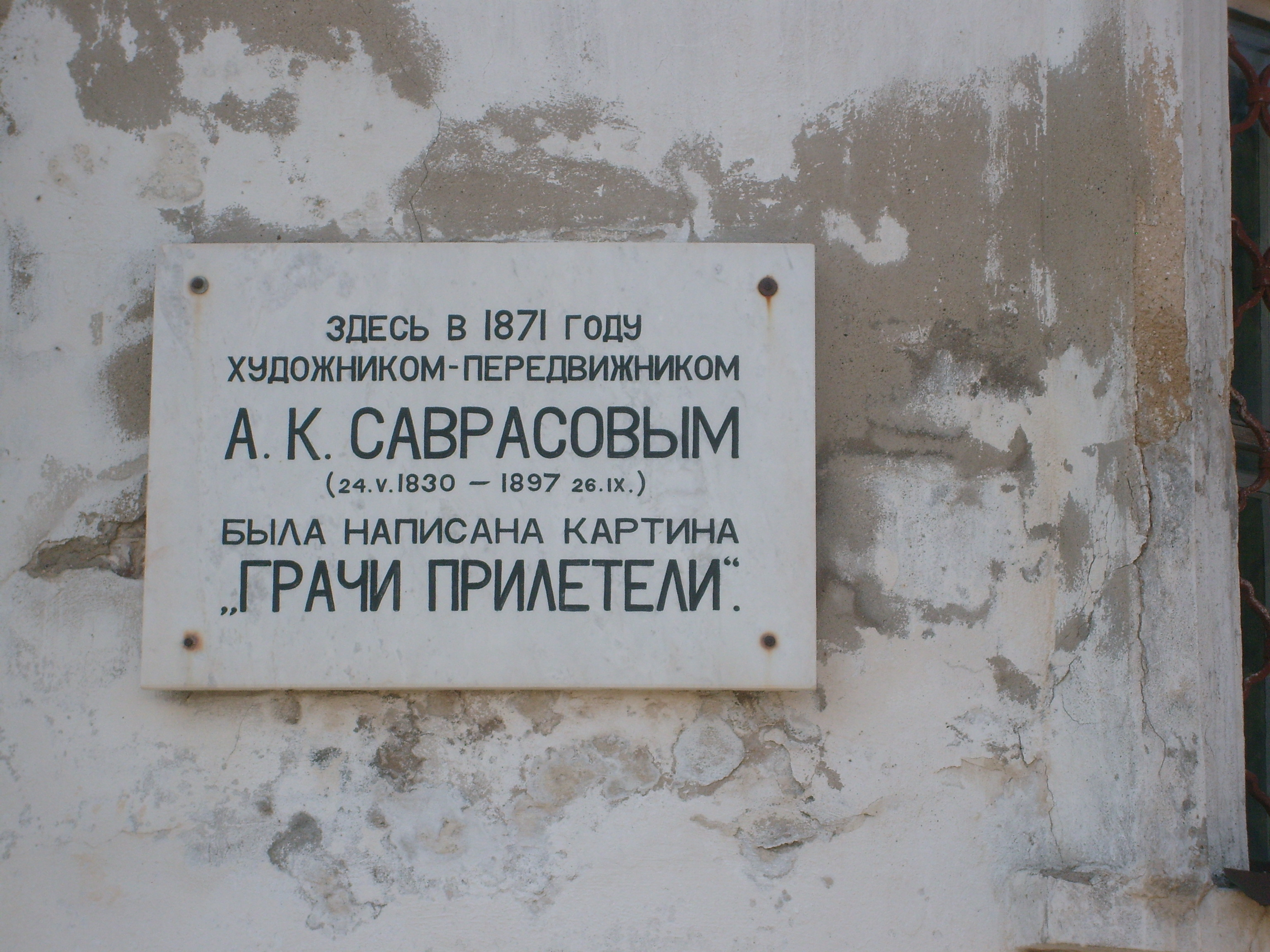
Доска в память о том, что в селе Сусанино Саврасов написал картину «Грачи прилетели»
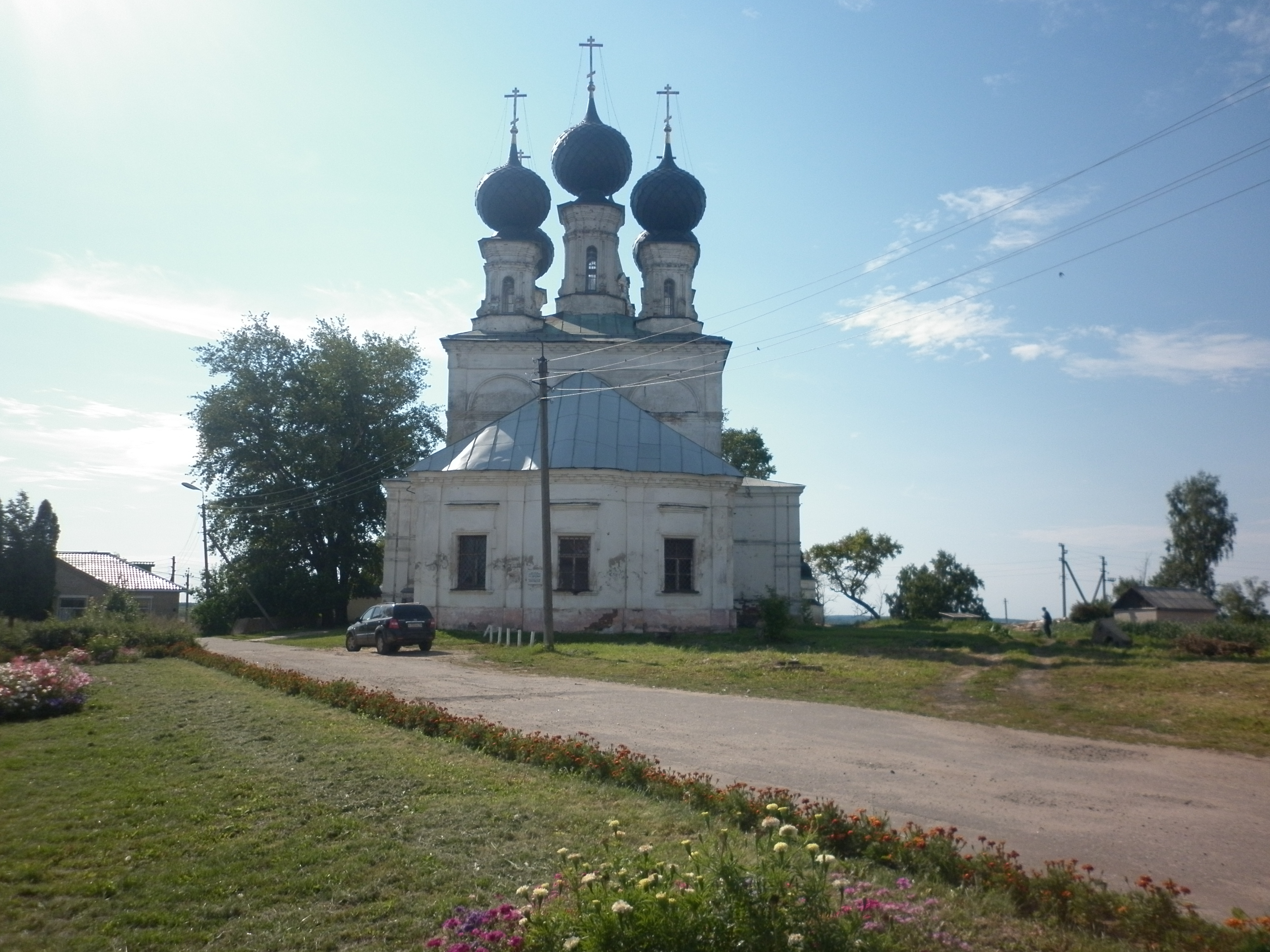
Вид со стороны апсиды
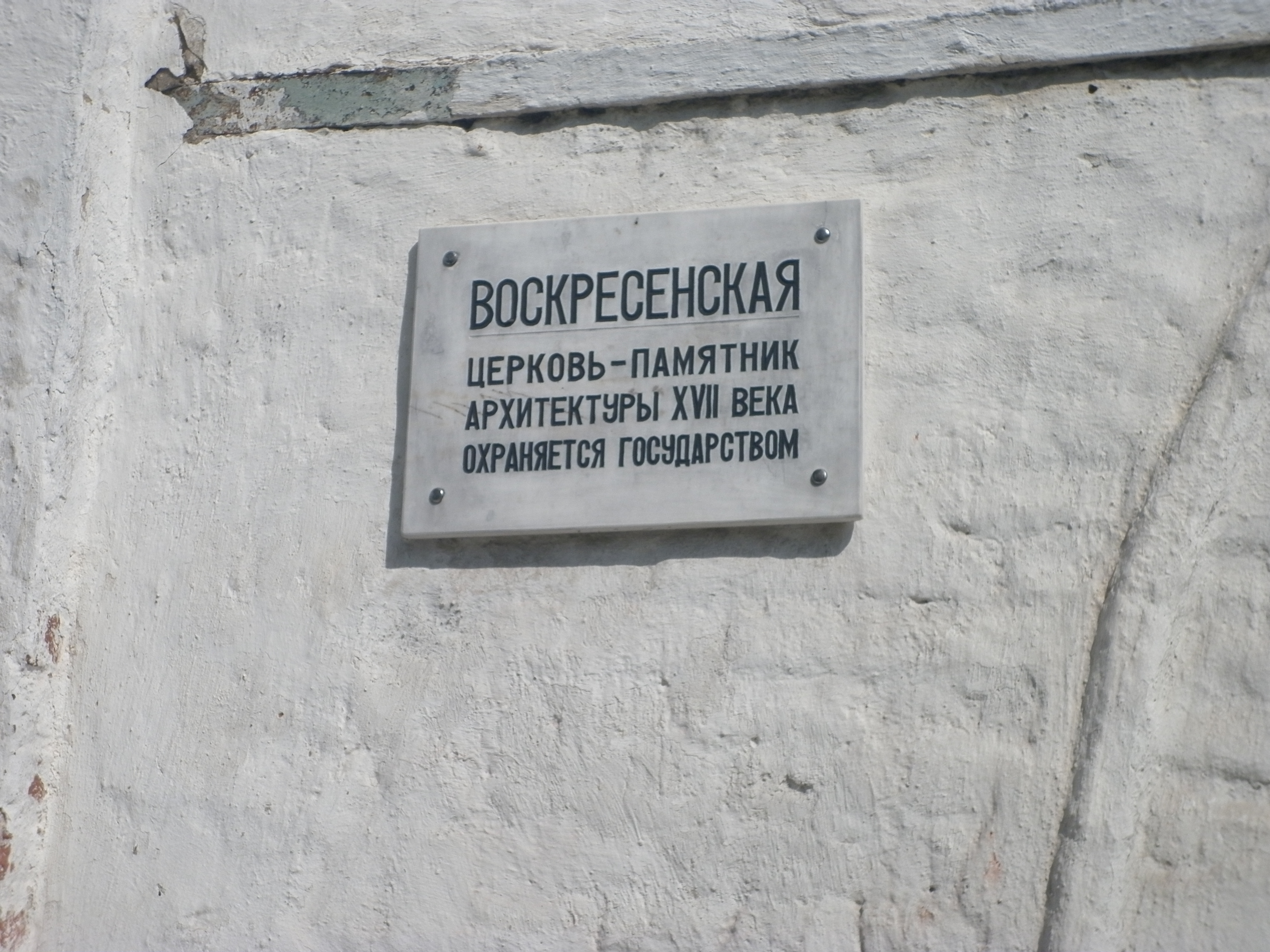
Воскресенская церковь в селе Сусанино — памятник культуры
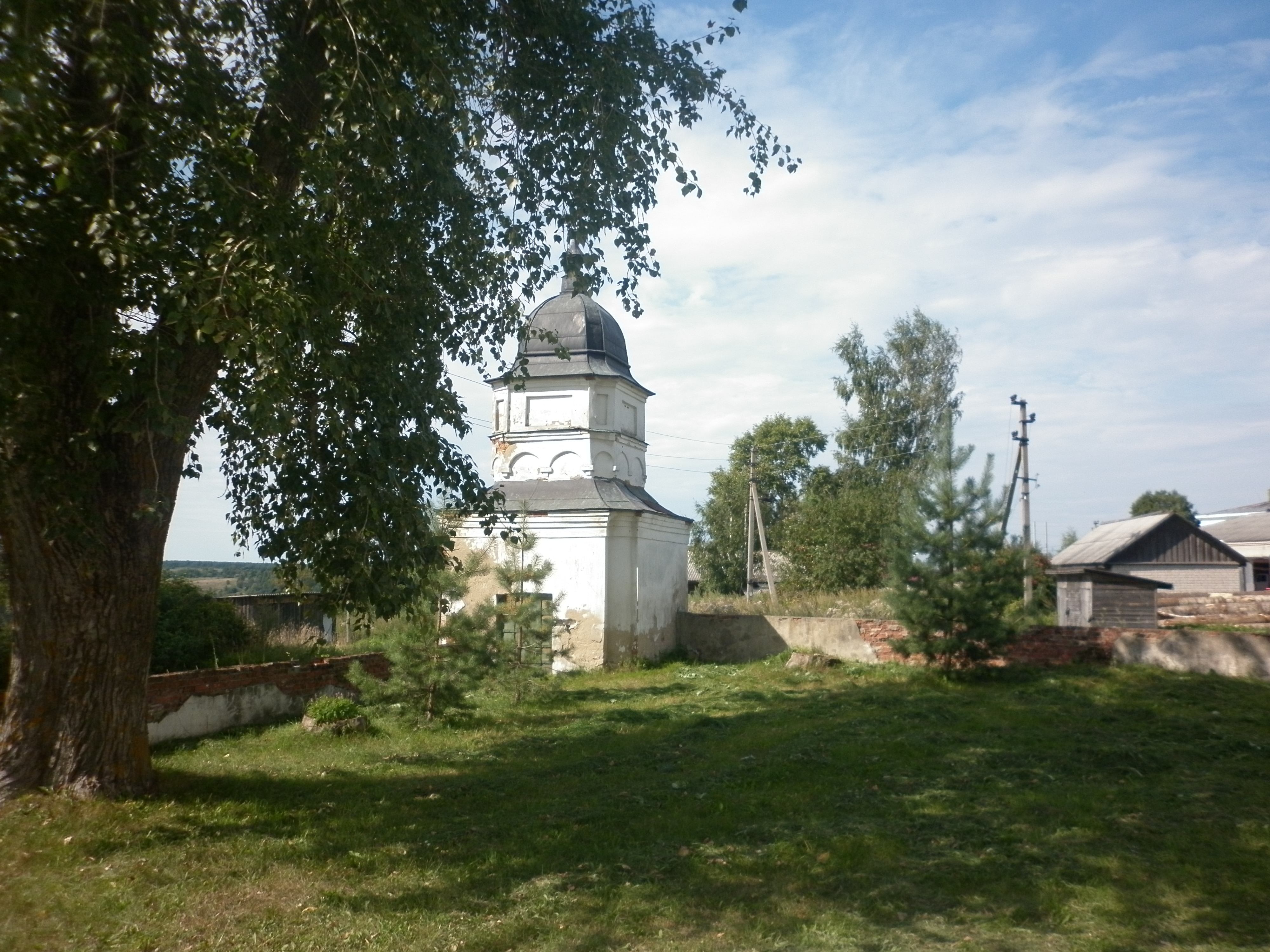
Ограда Воскресенской церкви в селе Сусанино
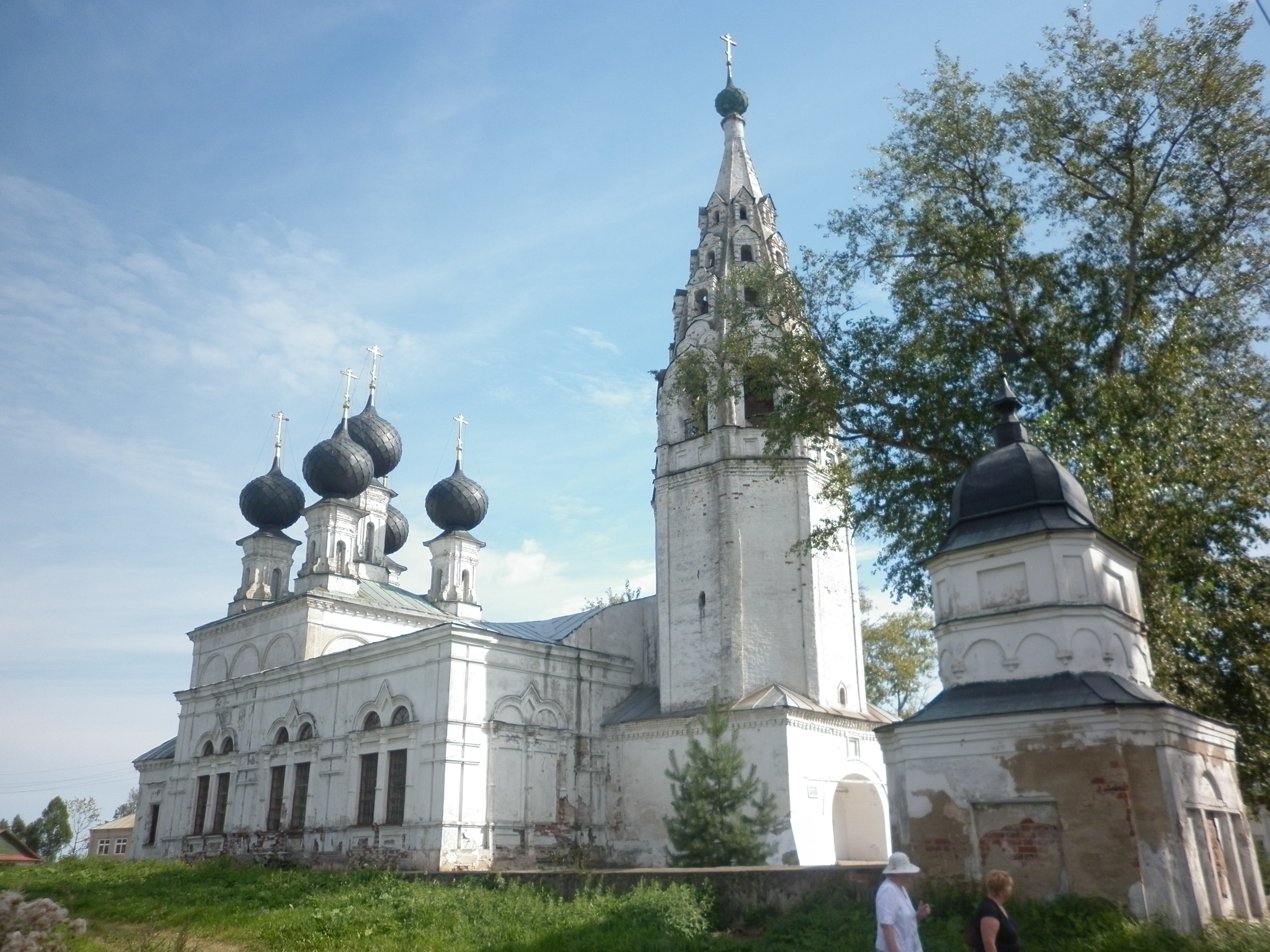
Вид Воскресенской церкви в селе Сусанино со стороны колокольни